# Stiftung Lebendige Stadt
Die Stiftung „Lebendige Stadt“ wurde im Jahre 2000 von Alexander Otto gegründet, dem Vorsitzenden der Geschäftsführung des ECE Group, das gewerbliche Großimmobilien, insbesondere innerstädtische Einkaufszentren, entwickelt, errichtet, vermietet und betreibt. Inzwischen engagieren sich darin weitere Firmen wie Thalia, Schüco, und Vonovia. Seit ihrem Bestehen hat die Stiftung eine Vielzahl von Projekte mit „Best-Practice-Gedanken“ initiiert und gefördert.

## Arbeitsansatz
Nach eigenen Angaben engagiert sich die Stiftung für die Zukunft der Städte.
„Die urbane Vielfalt aus Arbeit, Kultur und Wohnen gilt es zu erhalten und mit zu gestalten. Themenschwerpunkte bilden die Bereiche Licht, Grün und Gestaltung öffentlicher Räume […] Persönlichkeiten aus Politik, Wirtschaft, Kultur, Wissenschaft und Medien haben auf Seiten der Stiftung daran mitgewirkt.“

## Gremien der Stiftung
Der Vorsitzende des Kuratoriums der Stiftung Lebendige Stadt ist Rolf Buch. Zum Kuratorium gehören außerdem Hildegard Müller (stv. Vorsitzende), Andreas Engelhardt, Rolf Bösinger, Staatssekretär im Bundesfinanzministerium, Bürgermeisterin Katharina Fegebank, Ministerpräsident Daniel Günther, Joachim Herrmann, Bayerischer Staatsminister des Inneren, Ingo Kretzschmar (Thalia Bücher) und Bundesbankvorstand Lutz Lienenkämper. Das Kuratorium entscheidet über die Verwendung der Stiftungsmittel und überwacht die Vorstandsarbeit. Der Vorstand führt als Ansprechpartner für alle Institutionen und Einzelpersonen die Geschäfte. Vorstandsmitglieder sind Andreas Mattner (Vorstandsvorsitzender), Eva Weiß (stv. Vorsitzende), Torsten Albig, Michael Batz, Friederike Beyer, Nicola Gehringer, Robert Heinemann, Eva Lohse und Oberbaudirektor a. D. Jörn Walter. Der Stiftungsrat besteht aus Persönlichkeiten wie Marie-Agnes Strack-Zimmermann (MdEP; Vorsitzende), Monika Griefahn (stv. Vorsitzende), Arved Fuchs, Oberbürgermeister Burkhard Jung, Städtetagspräsident Markus Lewe, Veronika Rücker, Erster Parlamentarischer Staatssekretär Dirk Wiese (MdB), Schauspielerin Sandra Quadflieg und Yehuda Teichtal etc. Er berät die Grundsätze der Stiftung und gibt Empfehlungen für deren Umsetzung.
Die Mitglieder der Gremien wie Vorstand, Kuratorium oder Stiftungsrat nehmen ihre Tätigkeit ehrenamtlich wahr.

## Kritik/Kodizes
Die Stiftung geriet anfänglich mit dem Hinweis Interessenskonflikte in die Kritik, die durch die Verflechtung der Stiftung mit dem ECE-Projektmanagement in Kritik. Inzwischen wird sie jedoch von diversen Firmen getragen, kein(e) Vorsitzende(r) der drei Gremien der Organisation ist mehr Manager der ECE.  Die Stiftung unterwirft sich zudem den allgemein anerkannten Grundsätzen des guten Stiftungshandeln des Bundesverband Deutscher Stiftungen und belegt dies auf ihrer Homepage. Inzwischen engagieren sich Firmen wie Aurelis, die Bundesanstalt für Immobilienangelegenheiten, die Bundesbank, Thalia, Schüco, Vonovia in den Spitzengremien der Stiftung. Des Weiteren ist die Stiftung Lebendige Stadt Mitglied der Initiative Transparente Zivilgesellschaft und verpflichtet sich damit freiwillig, Informationen u. a. zur Satzung, Namen der wesentlichen Entscheidungsträger sowie Angaben über Mittelherkunft, Mittelverwendung und Personalstruktur auf ihrer Homepage leicht zugänglich zu machen.

## Projektförderung
Nach Auswertung ihrer bisherigen Aktivitäten konzentriert sich die Stiftung zugunsten einer besseren Fokussierung der Förderfelder und der Förderaktivitäten auf Maßnahmen und Aktivitäten in öffentlichen städtischen Räumen, die den einzelnen Leitthemen der Stiftung – Licht, Grün oder Gebauter Raum – oder gleichzeitig mehreren dieser Themen zugeordnet werden können. Bisher wurden Fördergelder in Höhe von 37 Mio. Euro ausgezahlt. 

### Licht
Künstlerische Illumination des Reichstagsgebäudes – Kunst und Energieeffizienz für das deutsche Parlament
Anlässlich des 60. Gründungstags der Bundesrepublik Deutschland erhielt das Berliner Reichstagsgebäude auf Initiative der Stiftung „Lebendige Stadt“ eine dauerhafte künstlerische Licht-Inszenierung. Die künstlerische Leitidee des Siegerentwurfs beinhaltet die Annoncierung aller vier Gebäudeseiten, wobei die architektonischen Besonderheiten der Fassade in ein zurückhaltend-ruhiges und klassisch-repräsentatives Licht gesetzt sind. Gleichzeitig wurde der Energieverbrauch aufgrund der neuen Technik deutlich reduziert. Die Stiftung lobte dazu einen bundesweiten künstlerischen Wettbewerb aus.

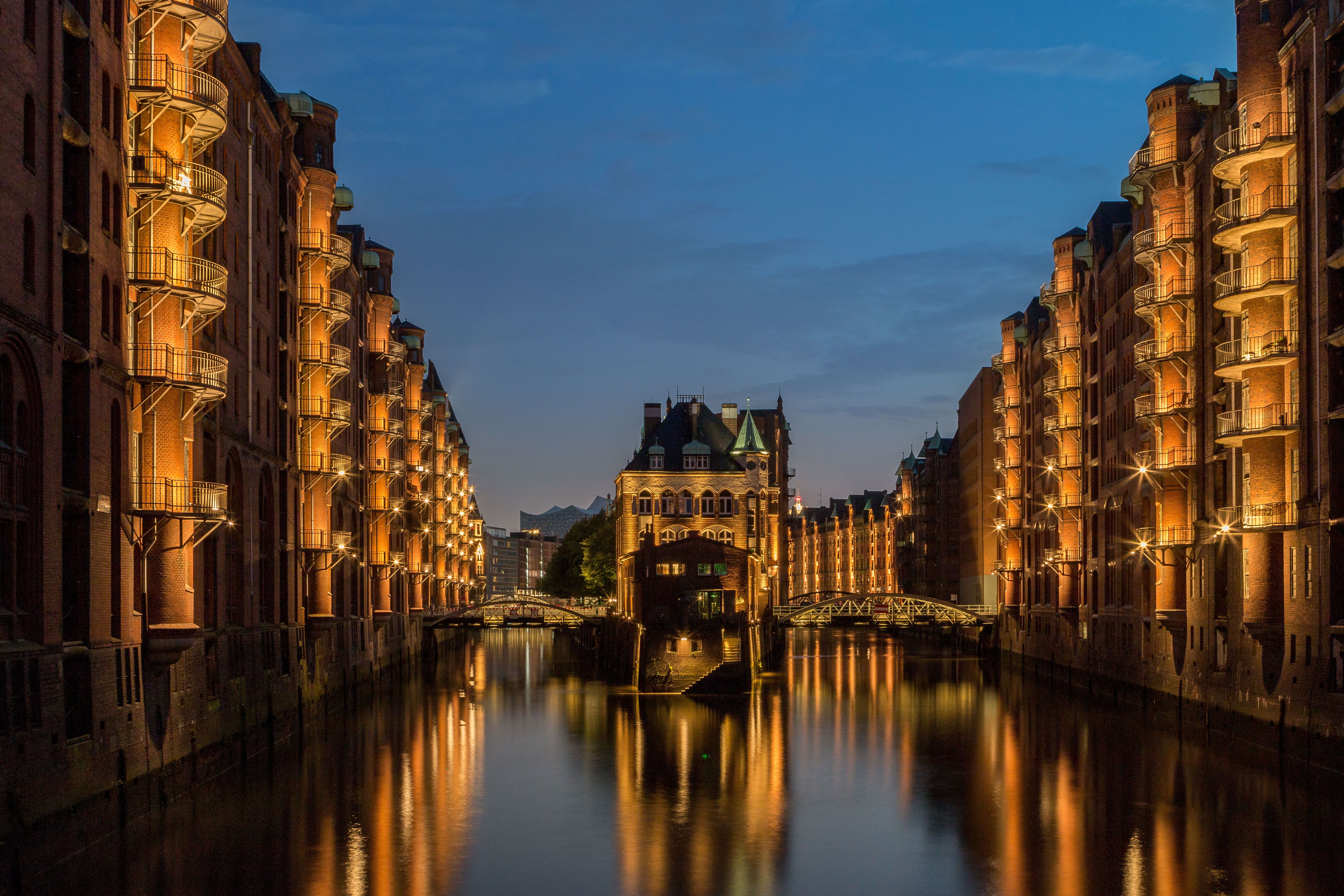
Speicherstadt abends

Illumination Speicherstadt Hamburg - Ein Lagerhauskomplex als Lichtkunstwerk
Die Illumination der Speicherstadt zählt zu den interessantesten Kunst- und Stadtentwicklungsprojekten in Hamburg. Inzwischen umfasst die Illumination rund 55 % des Lagerhauskomplexes. Würdevoll werden durch das wohl dosierte Licht die Konturen von Fenstern, Türen, Erkern, Giebeln, Türmchen und Spitzdächern des Gebäudeensembles modelliert. Für die Illumination des historischen Kontorhausviertels sammelten die Stiftung „Lebendige Stadt“ und die Hamburger Hafen- und Lagerhaus AG (HHLA) über eine halbe Million Euro.
31 Bahnunterführungen im neuen Licht – Raum aufwerten, Energieverbrauch senken, Geld sparen
Dunkle Bahnunterführungen sind Unorte und manchmal sogar soziale Brennpunkte. Die Stiftung „Lebendige Stadt“ hat ein Illuminationsprogramm zur Revitalisierung solcher öffentlichen Orte initiiert. In 24 deutschen Städten wurden 31 Bahnunterführungen dauerhaft künstlerisch illuminiert. Dadurch wurde der Raum aufgewertet, die mit der Unterführung oft verbundene städtebauliche Trennung überwunden, das Sicherheitsempfinden der Passanten erhöht und durch den Einsatz moderner Lichttechnik der Stromverbrauch und damit die -kosten gesenkt. Damit erfährt das Projekt nicht nur eine künstlerisch-kulturelle Komponente, sondern leistet zudem einen wichtigen Beitrag zum nachhaltigen und ressourcenschonenden Umgang mit Energie und Geld.
Mit ihrem Illuminationsprogramm ist die Stiftung „Lebendige Stadt“ zum Bundessieger in der Kategorie „Kultur“ beim Wettbewerb „Ausgezeichnete Orte im Land der Ideen 2013/14“ gekürt worden. Über 1.000 Bewerbungen waren dafür eingegangen.

### Grün
Wettbewerb "Aus Grau mach Grün"
Die Stiftung „Lebendige Stadt“ hatte den bundesweiten Biodiversitäts-Wettbewerb „aus Grau mach Grün“ ausgelobt. Städte mit bis zu 50.000 Einwohnern konnten sich mit ihrem Konzept, eine Straße oder Platz zu gestalten, bewerben. Mit der Grüngestaltung war das Ziel verbunden, einen Beitrag zur Verbesserung der Luftqualität, zur Steigerung der Artenvielfalt und Biodiversität sowie zur Identitätsstiftung zu leisten. Unter den 55 Bewerbungen wählte eine Expertenjury die Große Kreisstadt Annaberg-Buchholz (Sachsen), die Stadt Pirmasens (Rheinland-Pfalz) und die Gemeinde Veitsbronn (Bayern) als Gewinner aus, die f Begrünungsmaßnahmen setze die Städte mit Fördergelder der Stiftung um. Die umgesetzten Projekte sollen als Best-Practice-Beispiele anderen Städten zur Nachahmung dienen. Das Projekt steht unter der Schirmherrschaft von Bundesministerin Klara Geywitz.
Bundeswettbewerb „Lebenswerte Stadt“
Deutsche Umwelthilfe und Stiftung „Lebendige Stadt“ riefen Städte und Gemeinden zur Teilnahme am Wettbewerb „Lebenswerte Stadt – Natur und städtisches Leben ohne Widerspruch“ auf. Gesucht wurden kreative Stadtentwicklungsprojekte, die städtisches Grün fördern und dabei die Bevölkerung aktiv einbeziehen.
Als Bundessieger wurde die Stadt Andernach ausgezeichnet. Die Stadt am Mittelrhein hat sich unter 160 Bewerberprojekten aus ganz Deutschland durchsetzt. Verbunden ist mit der Auszeichnung ein Preisgeld in Höhe von 15.000 Euro. Andernach ergänzt die gewohnten Grünflächen und Blumenrabatten in den Stadtparks mit Zucchini, Mangold und anderen Gemüsearten. Die Bürger packen bei der Beetpflege und der Ernte selbst mit an. So hat sich das Stadtbild positiv verändert.
Neben Andernach wurden auch Arnsberg, Bad Hersfeld und Sondershausen, sowie die Bezirke Berlin-Pankow und Hamburg-Mitte als „Lebenswerte Städte“ ausgezeichnet. Alle Preisträger erhielten ein Preisgeld von jeweils 3.000 Euro
Wettbewerb „Bundeshauptstadt der Biodiversität“ – Auszeichnung für Anstrengungen im Artenschutz
Gemeinsam mit der Deutschen Umwelthilfe e. V. lobte die Stiftung „Lebendige Stadt“ im Jahr 2010, dem Jahr der „internationalen Biodiversität“, den nationalen Wettbewerb „Bundeshauptstadt der Biodiversität“ aus. Gesucht wurde die Stadt, die sich in besonderem Maße für die Vielfalt von Ökosystemen und Arten einsetzt. Verbunden mit dem Ziel, die relevanten Akteure in den Städten und Gemeinden zu mehr Anstrengungen und konkreten Maßnahmen zum Schutz von Natur und Artenvielfalt zu motivieren und dabei zu unterstützen.
Gewinner des Wettbewerbs war die Landeshauptstadt Hannover, die sich aufgrund ihres besonderen Engagements zum Erhalt der biologischen Vielfalt „Bundeshauptstadt der Biodiversität“ nennen darf. Verbunden war damit ein Preisgeld in Höhe von 25.000 Euro. Neben dem Gesamtsieger Hannover wurden 13 weitere Kommunen für ihre Anstrengungen zum Erhalt einer vielfältigen Natur ausgezeichnet.

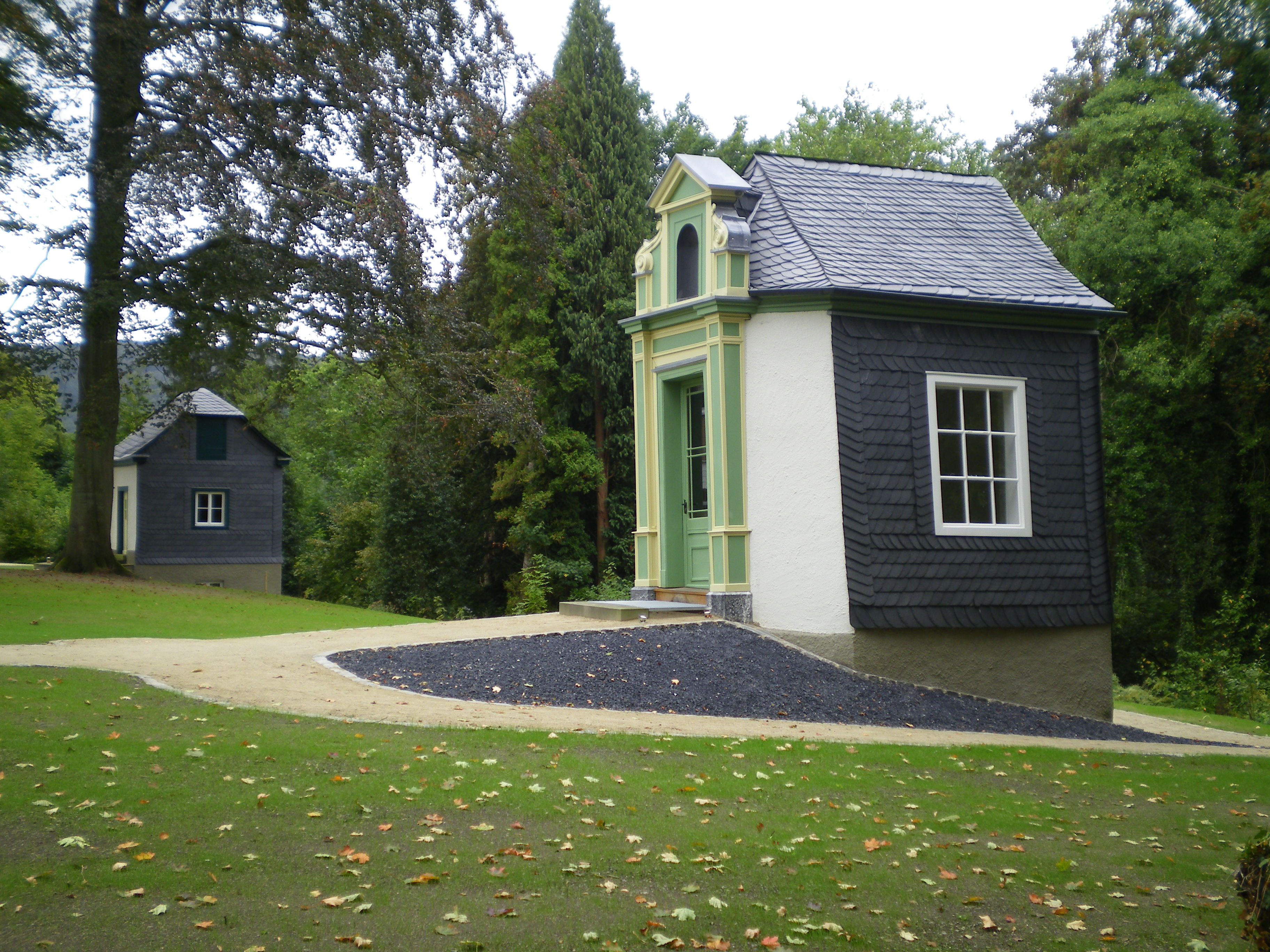
Sanierung historischer Gartenhäuser in Arnsberg

Restaurierung Bürgergärten von Arnsberg – Vergessenes Kleinod erwacht
Zur Förderung des Denkmal- und Landschaftsschutzes unterstützte die Stiftung die Restaurierung und Neugestaltung der Bürgergärten in Arnsberg. Die Stadt Arnsberg hat zwei vom Verfall bedrohte klassizistische Gartenhäuser, die zu den letzten ihrer Zeit in Westfalen gehören, mit umgebenden Flächen erworben und sie so vor dem Verfall und Abriss gerettet. Durch die finanzielle Unterstützung der Stiftung „Lebendige Stadt“ war es möglich, die Erschließung der Anlage und die Gestaltung der Wege vorzunehmen. Sie sind ein wichtiger Teil des Gesamtkonzeptes und wurden unter Berücksichtigung der historischen Situation angelegt.

### Gestalteter Raum
Bundesinitiative „deinSchulhof“
Gemeinsam mit der Deutschen Umwelthilfe hat die Stiftung die Bundesinitiative „deinSchulhof“ ins Leben gerufen. Unter der Schirmherrschaft von Bundesumweltministerin Barbara Hendricks setzen sich die Projektpartner dafür ein, Schulhöfe in attraktive Lebens- und Lernräume zu verwandeln. Die Initiative hat nach Angaben der Projektpartner ein Gesamtvolumen von rund 250.000 Euro.
Neugestaltung Leipziger Nikolaikirchhof – Erinnerung an die friedliche Revolution von 1989
Mit Unterstützung der Stiftung „Lebendige Stadt“ wurde in Leipzig der geschichtsträchtige Kirchhof von St. Nikolai zu einem Ort der Besinnung umgestaltet. Kernstücke der Neugestaltung sind die Lichtinstallation des Leipziger Künstlers Tilo Schulz mit Lichtwürfeln sowie ein von David Chipperfield entworfener Granit-Brunnen. Die Lichtinstallation mit ihren 150 farbigen Lichtwürfeln symbolisiert das langsame Aufbauen friedlicher Versammlungen wie 1989 bei den Leipziger „Montagsdemonstrationen“.
Die Renaissance des Jungfernstieg
Die Neugestaltung des Hamburger Jungfernstiegs wurde von der Stiftung „Lebendige Stadt“ initiiert und gefördert. Dazu hat die Stiftung 2002 den Verein „Lebendiger Jungfernstieg“ gegründet, der Bauherr der wasserseitigen Umgestaltung war. Dieser hat alle vom Umbau betroffenen Akteure zusammengebracht und die notwendigen Spenden für dieses Vorhaben gesammelt. Die Stiftung lobte für die Neugestaltung einen bundesweiten Architektenwettbewerb aus. Dessen Siegerentwurf beinhaltete eine großzügige Treppenanlage, die die gesamte Breite des Jungfernstiegs einnimmt und bis an das Wasser führt. Auf diese Weise wurde der räumlich abgeschnittene Alsteranleger zurückgewonnen und ist heute ein beliebter Flanier- und Verweilort. Die Stadt kam bei diesem PPP-Projekt für die straßen- und häuserseitigen Maßnahmen auf. Dafür wurde der Jungfernstieg mit dem BDA-Architekturpreis ausgezeichnet.
Umgestaltung Pausenhof Dom-Schule Lübeck – Leben kehrt auf den Schulhof zurück
Anlässlich des 175-jährigen Jubiläums der Lübecker Dom-Schule wurde der Pausenhof mit Unterstützung der Stiftung „Lebendige Stadt“ neugestaltet. Rund 260 Schülern im Alter von sechs bis elf Jahren bietet der neue Schulhof zukünftig Raum für sensorische und motorische Erlebnisse sowie Erholung, Bewegung und Kommunikation. Die Nutzungsmöglichkeiten des Schulhofs waren aufgrund fehlenden und veralteten Spielgeräts stark eingeschränkt und viele Verwinkelungen wurden als Abstellflächen zweckentfremdet, so dass wertvoller Raum zum Spielen der Kinder verloren ging.
Himmelskreuz Wittenberg
Sie begann 1517 mit Martin Luthers Thesenanschlag an der Schlosskirche von Wittenberg. 2017 richtete die Lutherstadt die zentralen Feierlichkeiten aus. Aus diesem Anlass weihte Bundespräsident Joachim Gauck mit der Stiftung in Wittenbergs neuem Luthergarten ein Kunstwerk mit dem Namen „Himmelskreuz“ ein. Das „Himmelskreuz“ wurde von dem Düsseldorfer Künstler Thomas Schönauer entworfen. Das Kunstwerk besteht aus drei übereinander schwebenden Kreuzen aus Aluminium und Edelstahl und ist 15 Meter lang, 11 Meter breit und über 4,5 Meter hoch. Umrahmt wird es am Boden von einem Herz und einer Grasfläche in Form von fünf Blütenblättern. Dabei handelt es sich um Symbole des Siegels von Martin Luther, der sogenannten Lutherrose. „Die Skulptur soll die eigene Kraft und Verantwortung zur bewussten Mitgestaltung des respektvollen Miteinanders und der lebbareren Zukunft stärken“, so Thomas Schönauer.
Jüdischer Campus Berlin

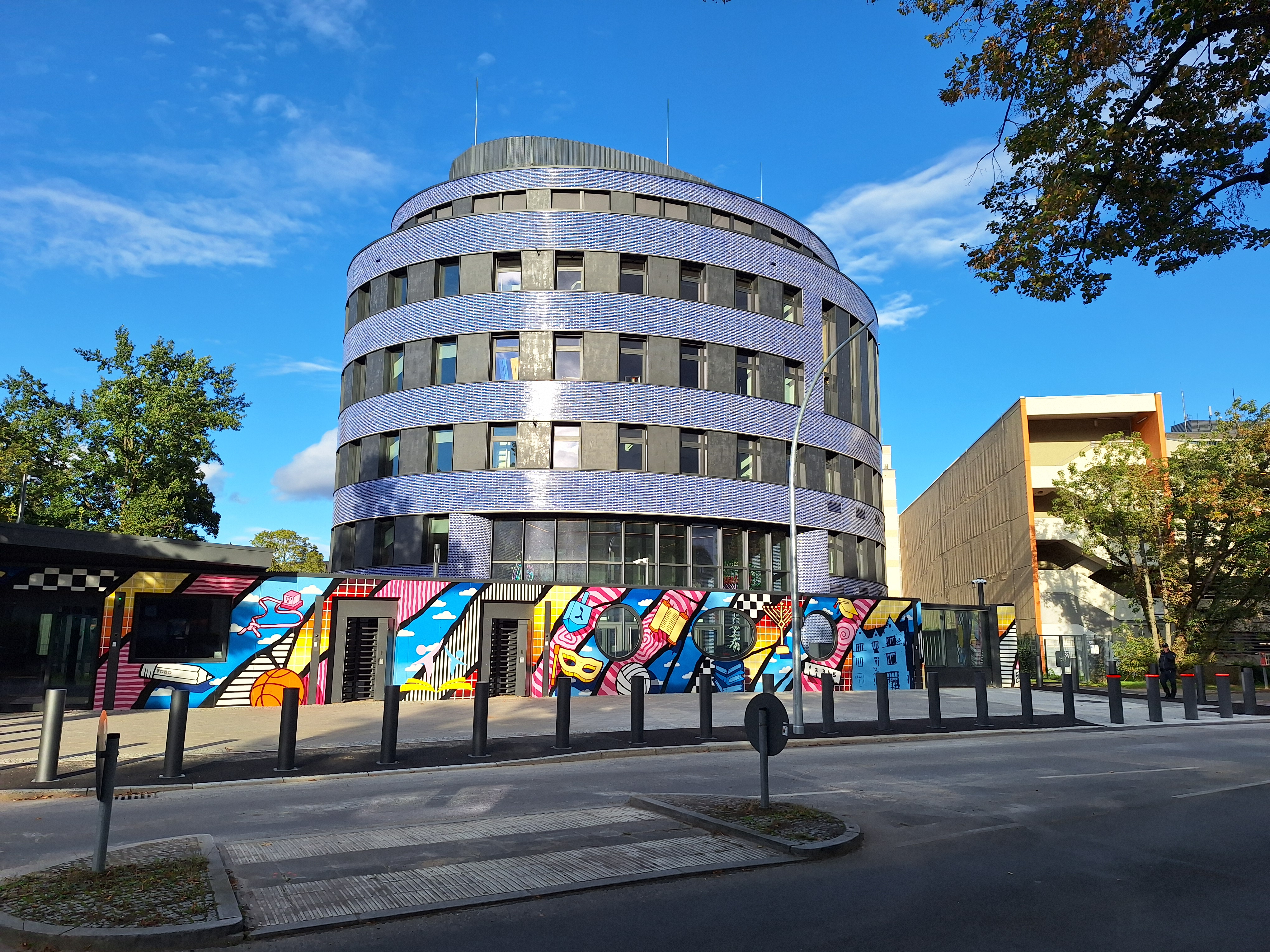
Jüdischer Campus, Berlin

Der Campus setzt ein Zeichen im Herzen Berlins. Ein Zeichen für ein gelebtes Miteinander, zwischen Menschen mit und ohne jüdischem Hintergrund. Es zielt auf ein friedliches Miteinander derer, die sich für Bildung, Kultur, Sport (die drei Säulen des Campus) interessieren - unabhängig von Glaube, Religion und Herkunft. Der Campus ist das bisher größte jüdische Bauprojekt in Deutschland und der erste jüdische Campus in Berlin nach der Shoa. Der Entwurf zu dem siebengeschossigen Bau mit geschwungenem Grundriss, der von oben betrachtet an ein Neugeborenes erinnern soll, und die Fassadenverkleidung aus bläulichem Klinker stammen vom Architekturbüro Tchoban Voss. An den Seitenwänden der über zwei Stockwerke reichenden Eingangshalle hängt die Lichtinstallation Baum des Lebens. Der Berliner Regierende Bürgermeister Kai Wegner (CDU) betonte zur Einweihung, dass jüdisches Leben in der Hauptstadt ein "großes Glück und Geschenk" sei. "Fast der gesamte Berliner Senat ist zur Eröffnung gekommen - das zeigt, wie wichtig es uns ist, jüdisches Leben in Berlin sichtbar zu machen", sagte Wegner. "Wir werden niemals zulassen, dass Antisemitismus auf den Straßen wieder die Oberhand gewinnt." Es brauche Orte wie den Campus für ein kräftiges Zeichen gegen Antisemitismus.

## Stiftungspreis
Die Stiftung vergibt jährlich einen Preis an Projekte in Städten und Gemeinden mit Vorbildcharakter in Bezug auf einen wechselnden Aspekt. Der Preis ist mit 20000 Euro dotiert.
Die Ausschreibung erfolgt jeweils zu Beginn des Jahres. Eine Fachjury bewertet die Bewerbungen und wählt den oder die Sieger aus.
| Jahr | Thema                                     | Preisträger                                               | Anerkennung |
| ---- | ----------------------------------------- | --------------------------------------------------------- | --- |
| 2024 | Das schönste Bahnhofsumfeld               | Wuppertal.                                                | Burg (bei Magdeburg), Königssee und Wien |
| 2022 | Die engagierte Stadtgesellschaft          | Crivitz                                                   | Bad Neuenahr-Ahrweiler, Danzig, Frankfurt am Main und Hamburg |
| 2021 | Kunst kann überall                        | Gevelsberg                                                | Lichtenstein/Sachsen, Lünen und Witten |
| 2020 | Das beste Heimatmuseum                    | Museum im Zumsteinhaus in Kempten                         | Historisches Museum in Frankfurt am Main, Ostfriesisches Teemuseum in Norden, das Stadtmuseum von Tübingen und das Museum Leuchtenburg in Seitenroda |
| 2019 | Das beste kommunale Schwimmbad            | Deggendorf                                                | Erding, Nienburg a.d. Weser und Schorndorf. |
| 2018 | Die digitalste Stadt                      | Dortmund und Wien                                         | Coburg und Heidelberg. |
| 2017 | Die lebendigste Städtepartnerschaft       | Iserlohn / Chorzów / Nyíregyháza                          | Bordesholm / Kekava, Münster / York und Pforzheim / Irkutsk |
| 2016 | Die integrierende Sportstadt              | Nürtingen                                                 | Bensheim, Falkensee, Hamburg, Maxdorf, Nürnberg und Stuttgart |
| 2015 | Das vorbildlichste öffentliche Bauprojekt | Drachenfelsplateau in Königswinter                        | Feuerwehr-Hauptwache in Celle, Bergpark im Quartier Lohberg in Dinslaken, Haus Bürger in Kirchhain, Neue Gebläsehalle in Neunkirchen, Porta Posnania in Posen und die Stadthalle in Reutlingen                                                                                                 |
| 2014 | Die lebendigste Erinnerungsstadt          | Leipzig                                                   | |
| 2013 | Das schönste Stadtfest                    | Stadtgeburtstag in Karlsruhe                              | |
| 2012 | Die barrierefreie Stadt                   | Schwerin                                                  | |
| 2011 | Die unverwechselbare Stadt                | Hiddenhausen und Ingelheim                                | |
| 2010 | Seniorenfreundlichste Stadt               | Arnsberg                                                  | |
| 2009 | Kinderfreundlichstes Mobilitätskonzept    | Griesheim                                                 | Kiel, Kaiserslautern und Oberursel |
| 2008 | Schönster Wochenmarkt                     | Grünmarkt in Nienburg                                     | Bremen, Münster, Freiburg im Breisgau, Frankenberg und Wuppertal |
| 2007 | Bestes Parkraumkonzept                    | Parkgarage P23 in Amsterdam                               | Bruchsal, Göhren (Rügen), Graz, Innsbruck, München, Ulm und Wiesbaden |
| 2006 | Bester Spiel- und Freizeitplatz           | Georg-Freundorfer-Platz in München                        | Waldschule Tempelsee in Offenbach, das Projekt „H2O“ in Hannover, der alte Flugplatz in Frankfurt, die „Dreirosenanlage“ in Basel, ein Naturspielplatzprojekt in Freiberg und der Kinderbauernhof „Pinke-Panke“ in Berlin                                                                      |
| 2005 | Beste Sportstätte                         | Funbox Amalie in Essen und Schule am Mummelsoll in Berlin | Sporthalle an der Europastraße in Tübingen, Spiel- und Sportstätte Niebuhrstraße in Berlin, Sportpark Flandernhöhe in Esslingen am Neckar, Bendix-Gymnasium/Annette-von-Droste-Hülshoff-Gymnasium in Dülmen, Dreifeldsporthalle in Barleben, Camp 24\|sieben in Kiel und Sportgarten in Bremen |

## Runder Tisch
Ein besonderes Diskussionsformat der Stiftung ist der „Runde Tisch“. Es ist eine Reminiszenz an die Runden Diskussionstische der Wendezeit. Im Jahr 2025 fand der Tisch zu den vom Bundestag beschlossenen Sondervermögen und deren Umsetzung in den Kommunen statt. 2024 war die Energiewende, 2023 Kriegsflüchtlinge, 2022 die Mobilitätswende und 2019 die Digitalisierung der Städte die Themen.

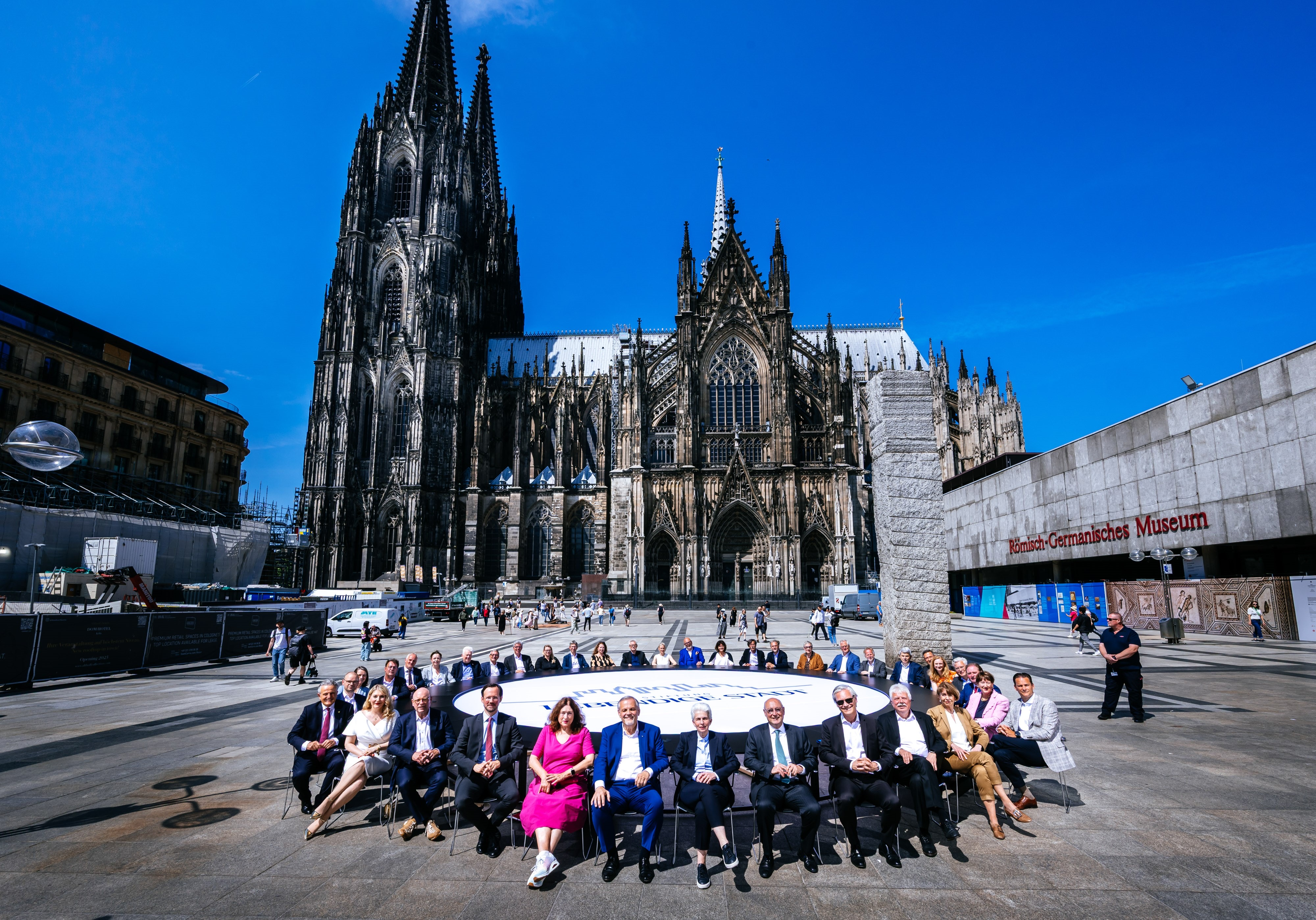
Domplatz Köln Runder Tisch 2025

## Stipendien/Universitäten
Die Stiftung arbeitet in zahlreichen Projekten mit Universitäten zusammen, fördert Projekte und vergibt Stipendien.

## Partnerschaft R20 Regions of Climate Action
Internationaler Partner der Stiftung ist die 2010 von Arnold Schwarzenegger in Kooperation mit den Vereinten Nationen gegründete Klimaschutzorganisation R20 Regions of Climate Action. Beide Partner arbeiten bei Themen wie Energieeffizienz oder erneuerbarer Energien eng zusammen und tauschen Best-Practice-Projekte aus. Im September 2015 beurkundeten beide Partner ihre Zusammenarbeit in einem Memorandum of Understanding.